# Niederbergisch-Märkisches Hügelland
Mit Niederbergisch-Märkische Hügelland wird der nordwestlichste Teil des rechtsrheinischen Schiefergebirges im Niederbergischen Land und im Nordwesten des Niederbergisch-Märkischen Landes bezeichnet. Es reicht vom Tal der Ruhr nebst rechter Randhöhen zwischen unterhalb Wetters und Mülheim im Norden bis zum Tal der Wupper bei Wuppertal im Süden; im Westen grenzt es an die Bergische Heideterrasse, die bereits die Kölner Bucht einleitet. Rechts der Ruhr wird im äußersten Nordosten auch das Ardeygebirge hinzugerechnet.
Die Namensgebung entstammt dem Handbuch der naturräumlichen Gliederung Deutschlands, das die Landschaft als naturräumliche Haupteinheit innerhalb der Haupteinheitengruppe 33 Süderbergland ausweist. In dessen 4./5. Lieferung von 1957, kartiert durch die Karte 1 : 1.000.000 von 1954,  trug diese Haupteinheit, unter Ausschluss des Ardeygebirges, noch die Kennziffer 337 und wurde als Niederbergisches Hügelland (Bergisches Unterland) bezeichnet. Seit der aktuelleren Kartierung von 1960 wurde die Kennziffer in 3371 abgeändert und die Grenzziehung entsprechend geändert. Die Erweiterung um das Ardeygebirge ist im Blatt Düsseldorf von 1963 zwar noch nicht eingezeichnet, wohl aber in Blatt Arnsberg von 1969, welches den äußersten Osten der Haupteinheit gliedert.
Das Niederbergisch-Märkische Hügelland entspricht in Teilen der Kulturlandschaft Niederbergisch-Märkisches Land, welche jedoch nicht das Tal der Ruhr beinhaltet (bzw. nur jenes unterhalb Wittens) und nach Süden bis Remscheid und Solingen reicht.

## Lage und Grenzen
Das Niederbergisch-Märkische Hügelland wird durch die folgenden Orte begrenzt:
- Mülheim im Nordwesten
- Dortmund und Schwerte, jeweils bereits außerhalb, im Nordosten
- Hagen, knapp außerhalb, im Osten
- Wuppertal im Süden
- Düsseldorf, außerhalb, im Westen

Neben der Ruhr im Norden und einem kleinen Abschnitt der Wupper im Süden ist das Tal der Ennepe ab Gevelsberg nebst Mündungslauf der Volme Grenztal im Osten, liegt jedoch bereits außerhalb der Haupteinheit. Noch etwas entfernter und durch die Heideterrasen als Zwischenstufe separiert bildet der Rhein einen westlichen Grenzfluss.

## Naturräumliche Gliederung
Das Niederbergisch-Märkische Hügelland gliedert sich wie folgt:
- (zu 33 Süderbergland)
  - (zu 337 Bergisch-Sauerländisches Unterland)[5]
    - 3371 Niederbergisch-Märkisches Hügelland
      - 3371.0 Niederbergische Höhenterrassen
        - 3371.00 Mettmanner Lößterrassen
        - 3371.01 Heiligenhauser Terrassen
        - 3371.03 Selbecker Terrassenland

      - 3371.1 Bergisch-Märkisches Hügelland
        - 3371.10 Velberter Höhenrücken
        - 3371.11 Voßnacken
        - 3371.12 Hardenberger Hügelland
        - 3371.13 Märkisches Schichtrippenland
        - 3371.14 Ruhrschichtrippenland
        - 3371.15 Haßlinghauser Rücken
        - 3371.16 Dornaper Kalkgebiet
        - 3371.17 Wülfrather Kalkgebiet
        - 3371.18 Düsselhügelland

      - 33712 Ruhrtal
      - 33713 Wuppertaler Senke
        - 3371.30 Linderhauser Senke
        - 3371.31 Schwelmer Massenkalktal
        - 3371.32 Linderhauser Rücken
        - 3371.33 Barmer Kalksenke
        - 3371.34 Hardtschieferrücken
        - 3371.35 Elberfelder Kalksenke
        - 3371.36 Nützenberger Querriegel
        - 3371.37 Sonnborner Kalkgebiet
        - 3371.38 Vohwinkeler Senke

      - 33714 Ardeypforte
      - 33715 Ardey
        - 337150 Ardeyhöhe
        - 337151 Südardeywände